# Canal de comunicación
Un canal es un medio de comunicación por el que pasan las señales portadoras de información que pretenden intercambiar emisor y receptor. Es muy común referenciarlo como canal de datos. Normalmente el canal es el aire en la transmisión oral, aunque también está la lengua de signos, que también es un canal de comunicación, como la transmisión escrita.
Siguiendo las funciones del lenguaje, a veces se recurre a la función fática para garantizar que el canal funciona correctamente y que el mensaje llega sin interrupción.